# Gorlitzsch
Gorlitzsch bildet zusammen mit Weißig und Schafpreskeln den 4,59 km² großen Ortsteil Weißig der Stadt Gera in Thüringen mit insgesamt 201 Einwohnern (Stand 31. Dezember 2011).

## Geographie
Der Stadtteil liegt im Südwesten der Stadt Gera an der Grenze zu Zedlitz (Landkreis Greiz).

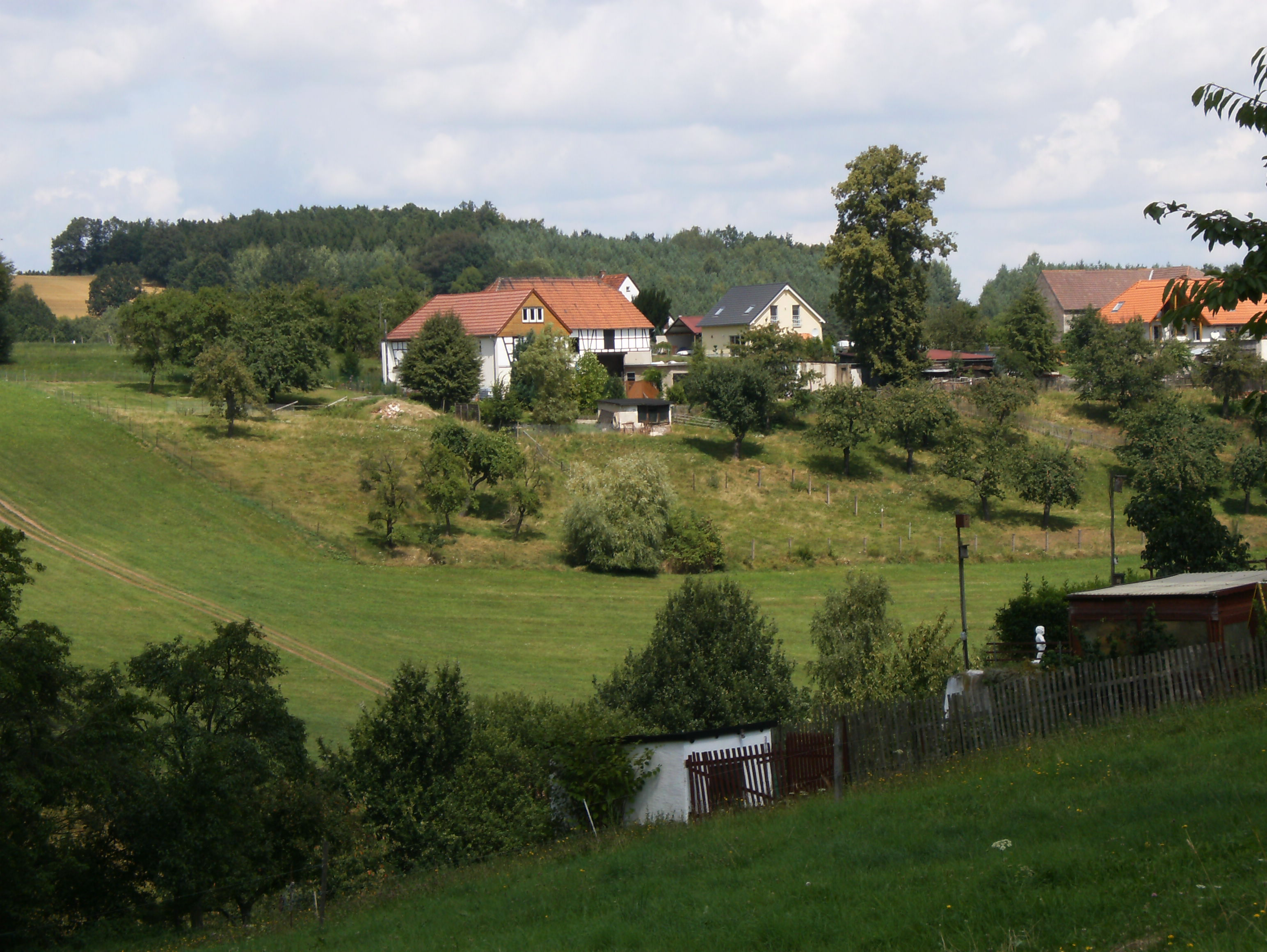
Gorlitzsch

## Geschichte
Zu Reuß jüngere Linie gehörend wurde Gorlitzsch 1533 erstmals urkundlich erwähnt. Es kann davon ausgegangen werden, dass an dieser Stelle schon lange Jahre ein Vorwerk bestand – unklar ist bislang, ob dieses zum Gut Röppisch oder Gut Pforten (beides heute Stadtteile von Gera) gehörte. Zuständiger Pfarr- und Schulort war Sirbis (heute im Landkreis Greiz). 1827 zählt der Ort 9 Häuser und 38 Einwohner.
Belegt ist seit dem 16. Jahrhundert ein Galgen auf dem Heidelberg, an welchem zur Sicherung des Wegerechtes und zur Abschreckung anderer Straßenräuber weithin sichtbar aufgeknüpft wurden.
1923 wurden Schafpreskeln und Gorlitzsch zur Gemeinde Gorlitzsch-Schafpreskeln verbunden, 1950 erfolgte die Eingemeindung nach Weißig. Im Rahmen der Gebietsstrukturreform Anfang der 1990er Jahre vor die Alternative Gera oder Münchenbernsdorf gestellt, entschied sich die Bevölkerung mehrheitlich für Gera, so dass Weißig, Gorlitzsch und Schafpreskeln zum 1. Juli 1994 zur Stadt Gera eingemeindet wurden.
Der 1968 eröffnete Konsum wurde 1990 geschlossen.

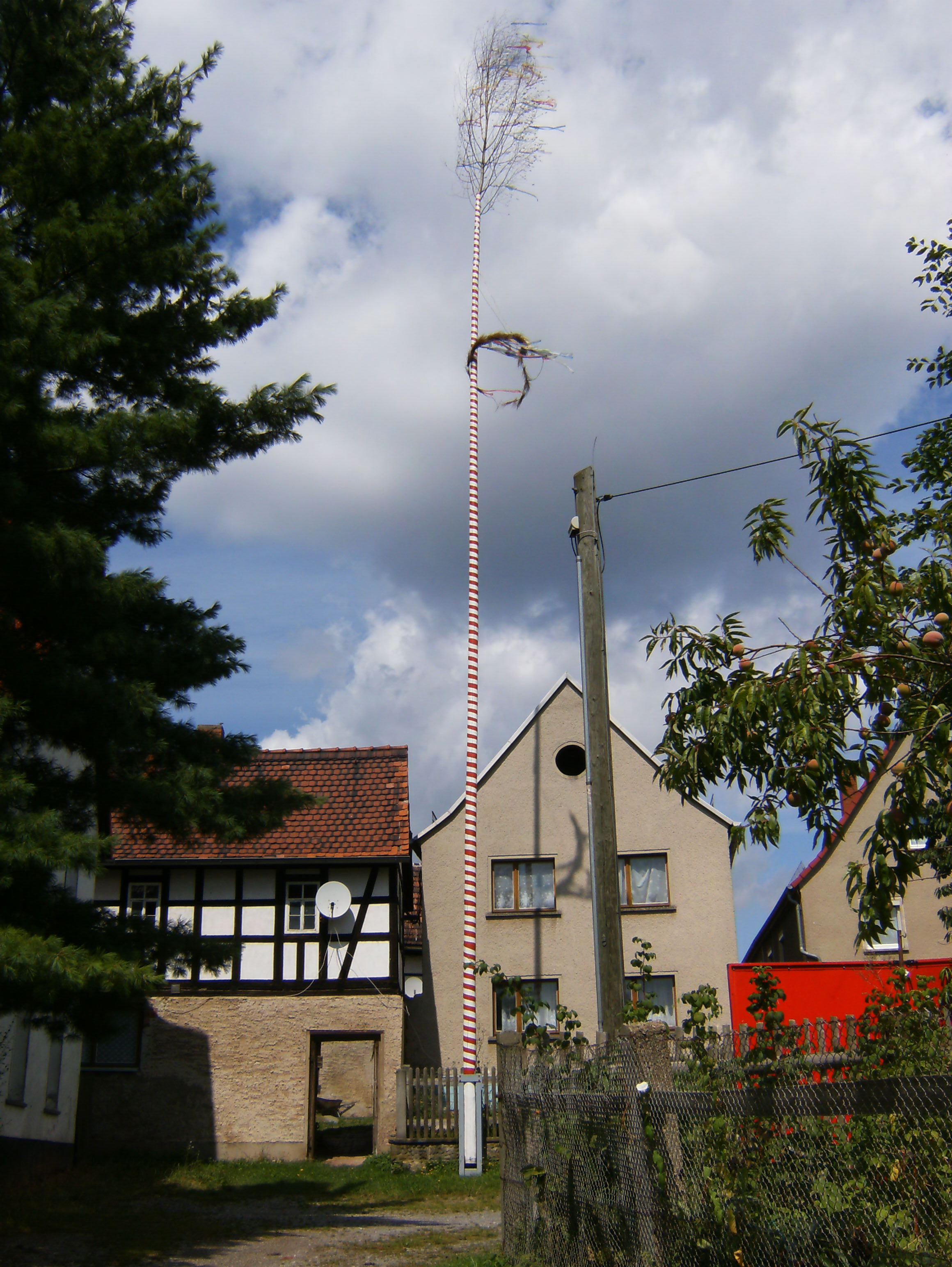
Ortsblick mit Maibaum

## Politik
Weißig mit Gorlitzsch und Schafpreskeln ist seit dem 1. April 1994 zur Stadt Gera eingemeindet. Seitdem bilden die drei Orte den Ortsteil Weißig der Stadt Gera mit eigener Ortschaftsverfassung und Ortsteilrat (bis II/2009 Ortschaftsrat). Ortsteilbürgermeister ist seit 1994 Ulrich Kindermann (parteilos).

## Entwicklung der Einwohnerzahl
| Jahr      | 1861 | 1921 | 2009 |
| Einwohner | 34   | 39   | 35   |

## Verkehr
- Gorlitzsch ist zwischen der B 2 und der B 92 gelegen.
- ÖPNV-Anbindung besteht mit der Buslinie 13 der Verkehrs- und Betriebsgesellschaft Gera (GVB) zur Haltestelle Laune in Gera-Lusan.
- Die nächstgelegene Bahnstation befindet sich in Gera-Zwötzen.

## Bildung
Für die Kleinsten gibt es in Lusan sechs Kindergärten bzw. kombinierte Kindereinrichtungen mit unterschiedlichen Konzepten.
Zuständige Grundschulen bei gemeinsamem Schulbezirk
mit freier Schulwahl sind die
- Erich-Kästner-Grundschule (Lusan) und die
- Wilhelm-Busch-Grundschule (Lusan).

Nächstgelegene Regelschule ist die
- Staatliche Regelschule 4 in Lusan, dazu kommt die
- IGS Integrierte Gesamtschule Gera, Lusan.